# Danny Pieters
Danny Pieters (* 13. Oktober 1956 in Uccle/Ukkel) ist ein belgischer Universitätsprofessor für Sozialrecht und Politiker der Nieuw-Vlaamse Alliantie (N-VA). Pieters war zwischen 2010 und 2011 Präsident des Senats. Er gilt als Experte für das belgische System der sozialen Sicherheit und hat lange Zeit dieses Fach an der Katholieke Universiteit Leuven (KUL) unterrichtet, deren Prorektor er seit 2013 ist. Seine politische Karriere begann er im Jahr 1999 in der Abgeordnetenkammer für die ehemalige Volksunie (VU).

## Leben
Der nach eigenen Angaben vielsprachige Danny Pieters promoviert im Jahr 1985 zum Doktor der Rechtswissenschaften und unterrichtete daraufhin das Recht der sozialen Sicherheit an den Rechtsfakultäten der niederländischen Universität Tilburg (1986 bis 1992) und der KUL (seit 1988) und der Katholieke Universiteit Brussel (KUB) (1992 bis 1999). Auch über Belgien hinaus gilt Pieters als anerkannter Experte, was ihm beispielsweise Zugang zum Generalsekretariat des  European Institute of Social Security (seit 1994) oder zum Fachbeirat des Max-Planck-Institutes für ausländisches und internationales Sozialrecht in München gab (1996 bis 1999). Pieters war aufgrund seiner großen Sachkenntnis auch Mitglied des Aufsichtsrates der belgischen Zentralen Datenbank der sozialen Sicherheit (ZDSS) und Mitglied des Ausschusses für den Schutz des Privatlebens, der sich vor allem mit dem Datenschutz auseinandersetzt (1991 bis 1999).
Seinen Einstieg in die föderale Politik erlebte er im Jahr 1999, als er für die flämisch-nationale Volksunie (VU) (heute aufgelöst, damals unter dem Namen VU&ID angetreten) in die Abgeordnetenkammer gewählt wurde. Tatsächlich ist Pieters für seine flämische Einstellung bekannt und befürwortet die Schaffung einer eigenen sozialen Sicherheit für Flandern. Im Jahr 2001 gehörte er zu jenen vier Abgeordneten der VU (ndl. de Bende van Vier), die das von der Regierung Verhofstadt I unter Guy Verhofstadt (VLD) ausgehandelte „Lambermont-Abkommen“ zur fünften belgischen Staatsreform nicht abstimmen wollten, weil ihnen die Reform nicht weit genug ging, obwohl der Vorsitzende der Volksunie, Fons Borginon, der Regierung seine Unterstützung zugesagt hatte. Die Folge war, dass die Volksunie in einen internen Streit verfiel und schließlich in mehrere kleine Splitterparteien auseinanderging. Der rechte Flügel der Volksunie, zu dem auch Pieters gehörte, gründete daraufhin die Nieuw-Vlaamse Alliantie (N-VA). Bei den Föderalwahlen im Jahr 2003 konnte die N-VA jedoch nur einen einzigen Abgeordneten stellen, sodass Pieters die Politik wieder verlassen musste.
Unter dem Vorsitz von Bart De Wever erholte sich die N-VA und wurde schließlich nach den Regionalwahlen von 2009 an der flämischen Regierung unter Kris Peeters (CD&V) beteiligt. Danny Pieters erhielt im Jahr 2010 als Vertreter der N-VA den Vorsitz des Verwaltungsrates des flämischen Arbeitsamtes (Vlaamse Dienst voor Arbeidsbemiddeling en Beroepsopleiding – VDAB). Im gleichen Jahr wurde er nach Sieg der N-VA bei den Föderalwahlen 2010 in den Senat gewählt.
Zwischen Juli 2010 und Oktober 2011 war Danny Pieters Präsident des Senats und der erste flämische Nationalist, der dieses Amt bekleidet hat. Pieters wurde im Vorfeld der Verhandlungen um eine neue föderale Regierung zum Präsidenten berufen, und zwar als Teil einer Übereinkunft zwischen seiner Partei und den frankophonen Sozialisten der PS. Die Verhandlungen scheiterten jedoch und als im Herbst 2011 eine neue Regierungskonstellation ohne die N-VA in Aussicht stand, wurde Pieters als Präsident durch die CD&V-Senatorin Sabine de Bethune abgelöst.
Im Juli 2013 hat Pieters seinen Sitz im Senat verlassen, um an die Katholieke Universiteit Leuven zurückzukehren, wo er das Amt eines Prorektors übernommen hat. Seit 2005 ist er ordentliches Mitglied der Academia Europaea.

## Übersicht der politischen Ämter
- 1999–2003: Mitglied der föderalen Abgeordnetenkammer
- 2010–2013: Senator
- 2010–2011: Präsident des Senats
- 2011–2013: Vize-Präsident des Senats
- 2012–2013: Mitglied des Gemeinderats in Löwen